# Öster-Andsjön
Öster-Andsjön är en sjö i Bräcke kommun i Jämtland och ingår i Ljungans huvudavrinningsområde. Sjön har en area på 0,534 kvadratkilometer och ligger 293,9 meter över havet.

## Delavrinningsområde
Öster-Andsjön ingår i det delavrinningsområde (696906-146408) som SMHI kallar för Utloppet av Öster-Andsjön. Medelhöjden är 359 meter över havet och ytan är 14,04 kvadratkilometer. Det finns inga avrinningsområden uppströms utan avrinningsområdet är högsta punkten. Vattendraget som avvattnar avrinningsområdet har biflödesordning 3, vilket innebär att vattnet flödar genom totalt 3 vattendrag innan det når havet efter 224 kilometer. Avrinningsområdet består mestadels av skog (84 procent). Avrinningsområdet har 0,79 kvadratkilometer vattenytor vilket ger det en sjöprocent på 5,6 procent.